# Chaetocnema concinna
Chaetocnema concinna es un insecto coleóptero de la familia Chrysomelidae. Fue descrita científicamente por primera vez en 1802 por Marsham.